# Kanton Rabastens
Kanton Rabastens (francouzsky Canton de Rabastens) je francouzský kanton v departementu Tarn v regionu Midi-Pyrénées. Tvoří ho šest obcí.

## Obce kantonu
- Coufouleux
- Grazac
- Loupiac
- Mézens
- Rabastens
- Roquemaure